# Merlänna
Merlänna est une localité de Suède dans la commune de Strängnäs située dans le comté de Södermanland.
Sa population était de 406 habitants en 2019.